# Decimomannu
Decimomannu – miejscowość i gmina we Włoszech, w regionie Sardynia, w mieście metropolitalnym Cagliari. Graniczy z Assemini, Decimoputzu, San Sperate, Siliqua, Uta, Villasor i Villaspeciosa.
Według danych na rok 2004 gminę zamieszkiwało 6836 osób, 244,1 os./km².